# Strada Calea Basarabiei din Chișinău
Strada Calea Basarabiei (până în 1991 str. Obiezdnaia-2) se află în sectoarele Centru și Botanica. Este o magistrală trasată de-a lungul malului drept al râului Bâc, începând de la str. Ismail și ajungând până la rondul de intersecție de pe șos. Muncești cu str. Grădina Botanică. Măsoară 5,5 km în lungime și trece prin zona industrială.

## Sursă
- Chișinău. Enciclopedie (pag. 438) – Chișinău, 1996